# Vadito, New Mexico
Vadito, New Mexico (енгл. Vadito) насељено је место без административног статуса у америчкој савезној држави Њу Мексико.

## Демографија
По попису из 2010. године број становника је 270, што је 28 (11,6%) становника више него 2000. године.
| Група             | 2000.       | 2010.       |
| Белци             | 6 (2,5%)    | 16 (5,9%)   |
| Афроамериканци    | 0 (0,0%)    | 0 (0,0%)    |
| Азијати           | 0 (0,0%)    | 0 (0,0%)    |
| Хиспаноамериканци | 230 (95,0%) | 249 (92,2%) |
| Укупно            | 242         | 270         |